# Citrus japonica
Il kumquat o cumquat (Citrus japonica Thumb., 1784), detto anche comunemente mandarino cinese o kingen, è un piccolo albero da frutto appartenente alla famiglia delle Rutacee.

## Etimologia
Il nome comune "kumquat" deriva dalla pronuncia cantonese dei caratteri 金橘, gam1 gwat1, letteralmente "tangerino d'oro".

## Tassonomia
Questa specie fu originariamente descritta nel 1780 da Carl Peter Thunberg come Citrus japonica. Nel 1915, Walter Swingle la riclassificò in un genere a sé stante, Fortunella, così denominato in omaggio al botanico britannico Robert Fortune (1812–1880). Oltre a Fortunella japonica, all'interno del genere Fortunella sono state a lungo riconosciute diverse specie (F. margarita, F. crassifolia, F. hindsii, F. obovata). Gli ibridi tra il kumquat e le altre specie di Citrus (il più noto dei quali è il calamondino (Citrus × microcarpa) venivano attribuiti al genere × Citrofortunella.
Studi recenti hanno messo in discussione la separazione dal genere Citrus, e anche le singole specie sono state declassate al rango di semplici varietà di Citrus japonica, con l'eccezione di Fortunella polyandra segregata nel genere Clymenia.

## Descrizione

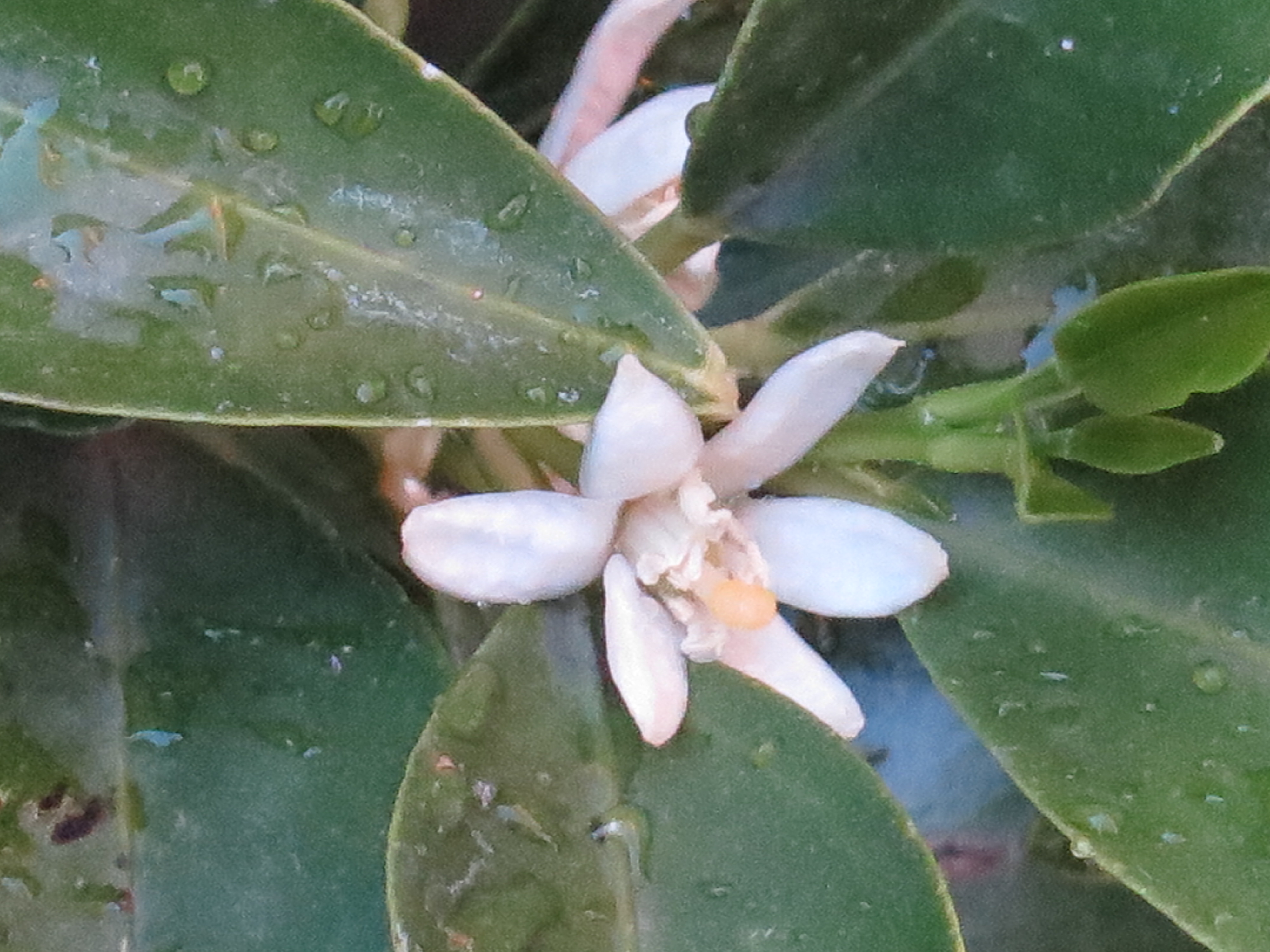
Il fiore del kumquat

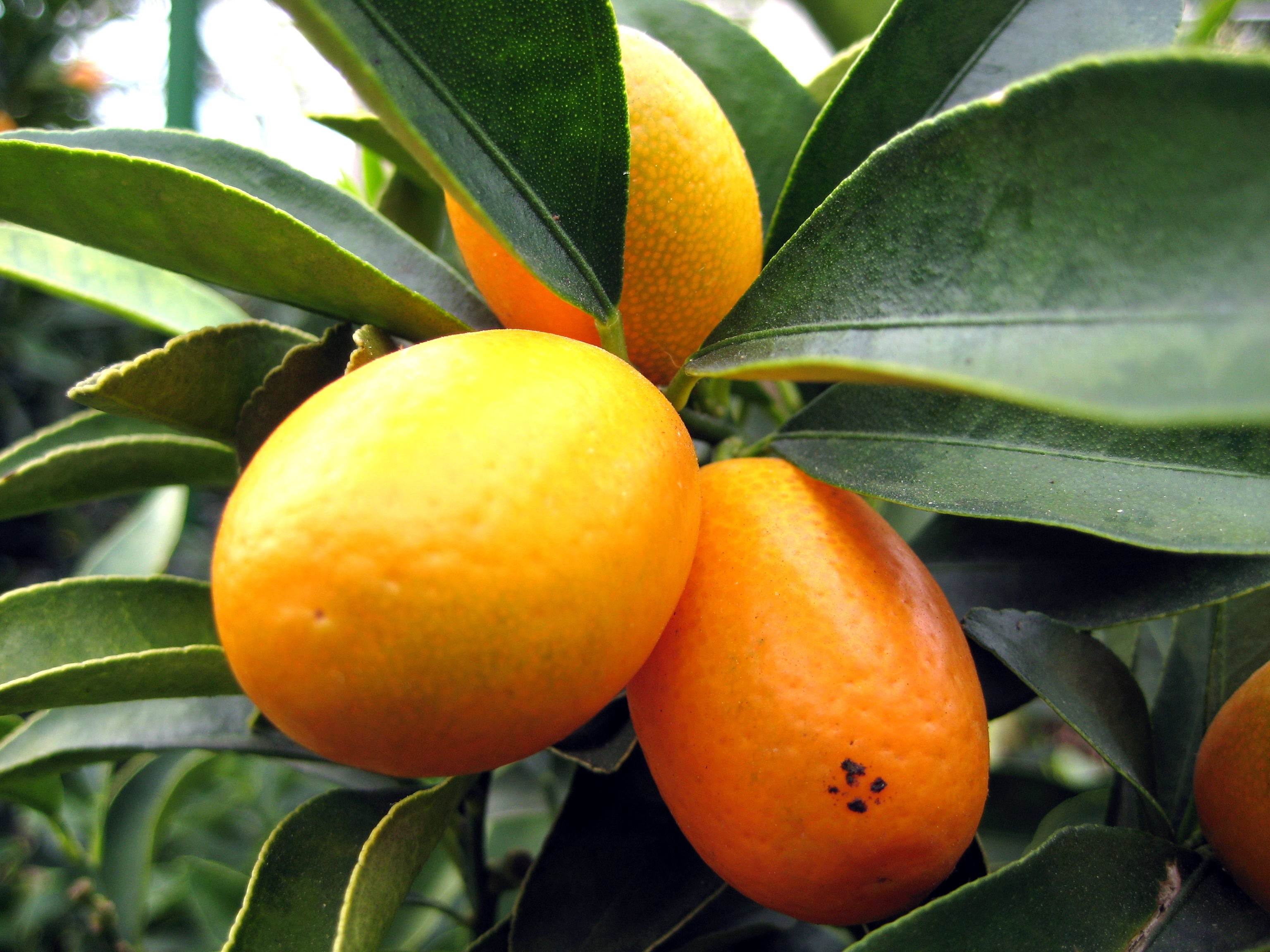
I frutti del kumquat

Si presenta come un piccolo albero sempreverde, di 2,5-4,5 m, con rami fitti, e qualche volta piccole spine. Le foglie sono di un verde scuro intenso, e i fiori, bianchi, nascono singoli o in gruppo dalle gemme.

Il frutto del kumquat, che ha lo stesso nome, sembra una miniatura ovale e lunga dell'arancia, lungo 3–4 cm e largo 2–4 cm. A seconda della varietà la buccia si presenta dal giallo al rosso e il frutto può essere ovale o rotondo. Il frutto viene prodotto generalmente dal tardo novembre fino a febbraio.
Differisce dalle altre specie di Citrus per il fatto che durante l'inverno entra in un periodo di letargo in cui non mette più nuove gemme o getti.

## Distribuzione e habitat
Il kumquat è originario della Cina (in letteratura le prime descrizioni risalgono al XII secolo), ed è stato a lungo coltivato in Giappone. Furono introdotte in Europa nel 1846 da Robert Fortune, collezionista della London Horticultural Society.
Richiede estati calde, dai 25 °C ai 38 °C, ma può resistere a temperature molto basse fino ai −10 °C senza problemi. Cresce molto bene nelle regioni del tè in Cina dove il clima è troppo freddo per le altre specie di Citrus.

## Coltivazione
Il kumquat è coltivato in Cina, Corea, Giappone, Europa (Corfù e Grecia) e nel sud degli Stati Uniti (Florida). In Italia, il kumquat cresce e fruttifica dalla Liguria alla Sicilia lungo tutto il litorale tirrenico.
È una pianta da esterno, può resistere fino a −5 °C se viene coperto con un velo di tessuto non tessuto ed è collocato in una posizione riparata dai venti freddi. In casa va conservato solo per pochissimi giorni in luogo fresco e luminoso. I frutti vanno raccolti tagliando il picciolo con un paio di cesoie.
È soggetto all'attacco da parte di fitomizi (Acari, Afidi, Aleurodidi) che ne diminuiscono anche notevolmente le proprietà ornamentali e produttive.
La fioritura prosegue tutta l'estate ed avviene in contemporanea con la crescita dei frutti, rendendo particolarmente ornamentale tale essenza.

## Usi

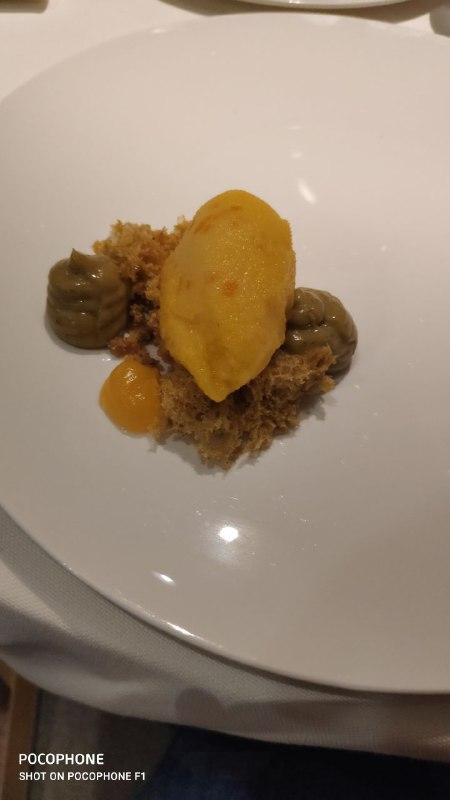
Gelato al kumquat e pistacchio

Il frutto è commestibile ed è usato per la preparazione di marmellate e canditi.
La consistenza sottile e dal gusto delicato della buccia consente di mangiare il frutto senza sbucciarlo.
È noto anche l'uso di liquori in cui il frutto intero, lasciato per un periodo di alcuni mesi nell'alcol con o senza zucchero, dona le proprietà aromatiche e gustative tipiche del frutto, marginalmente anche il colore. Presenta proprietà digestive e bene si accompagna anche a dolci e gelati.

## Media
Nelle sue prime apparizioni fumettistiche, il personaggio Disney Eta Beta mangia anche frutti di kumquat in salamoia, sebbene nelle storie italiane questi vengano mutati in palline di naftalina (ciò fu dovuto al fatto che il kumquat era allora poco conosciuto e il termine difficilmente traducibile).